# Agouda
Ne doit pas être confondu avec Afro-Brésiliens.
Les Agoudas (ou Agudas) sont une communauté afro-brésilienne établie dans plusieurs pays de l'ancienne Côte des Esclaves. Descendants de trafiquants d'esclaves luso-brésiliens ou d'affranchis ayant quitté le Brésil, ils sont particulièrement importants au Bénin (Ouidah, Porto-Novo), au Togo (Agoué) et au Nigeria (Lagos).

## Familles notables
- Famille d'Almeida (descendant de Joaquim de Almeida)
- Famille Amorin (descendant de Antonio d'Alvez de Amorim)
- Famille daCruz
- Famille de Campos
- Famille Diogo
- Famille Domingo José Martins (descendant de Domingos José Martins)
- Famille Gomes / Gomez (descendant de Boaventura Gomes da Silva)
- Famille Boa-Ventura (actuelle Vitouley)
- Famille de Medeiros (descendant de Francisco José de Medeiros)
- Famille de Oliveira (descendant en réalité d'Olivier de Montaguère)
- Famille Olympio (descendant de Francisco Olympio da Silva)
- Famille Paraíso (descendant de José Aboubaka Paraíso)
- Famille Prudencio
- Famille do Rego Lauriano (descendant de João do Rego)
- Famille da Silva
- Famille da Silveira
- Famille de Souza (descendant de Francisco Félix de Souza)
- Famille Vieyra (descendant de Sabino Vieyra)
- Famille Wilson (descendant de Nazario Wilson)

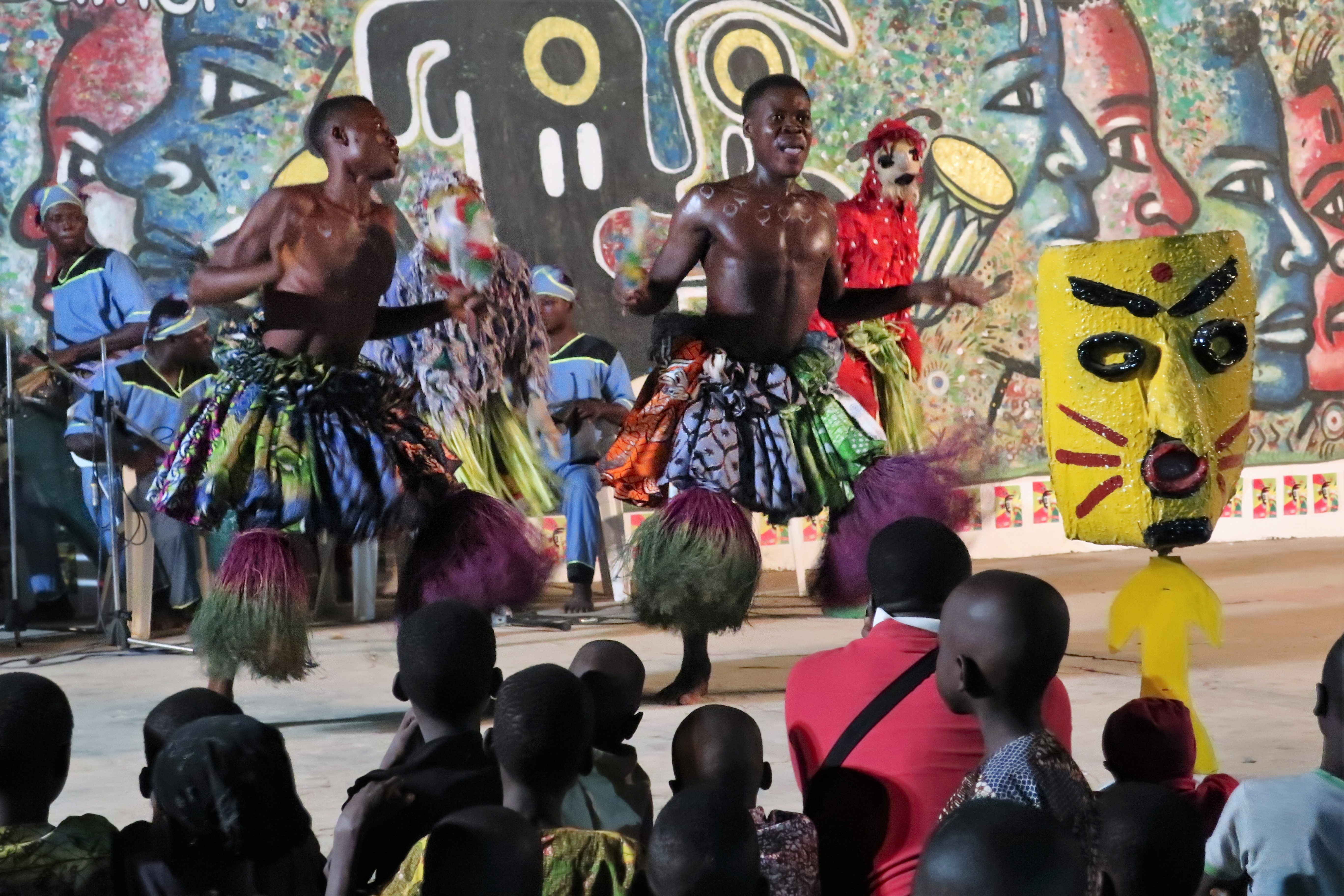
Festival Kaléta et des Arts Agouda
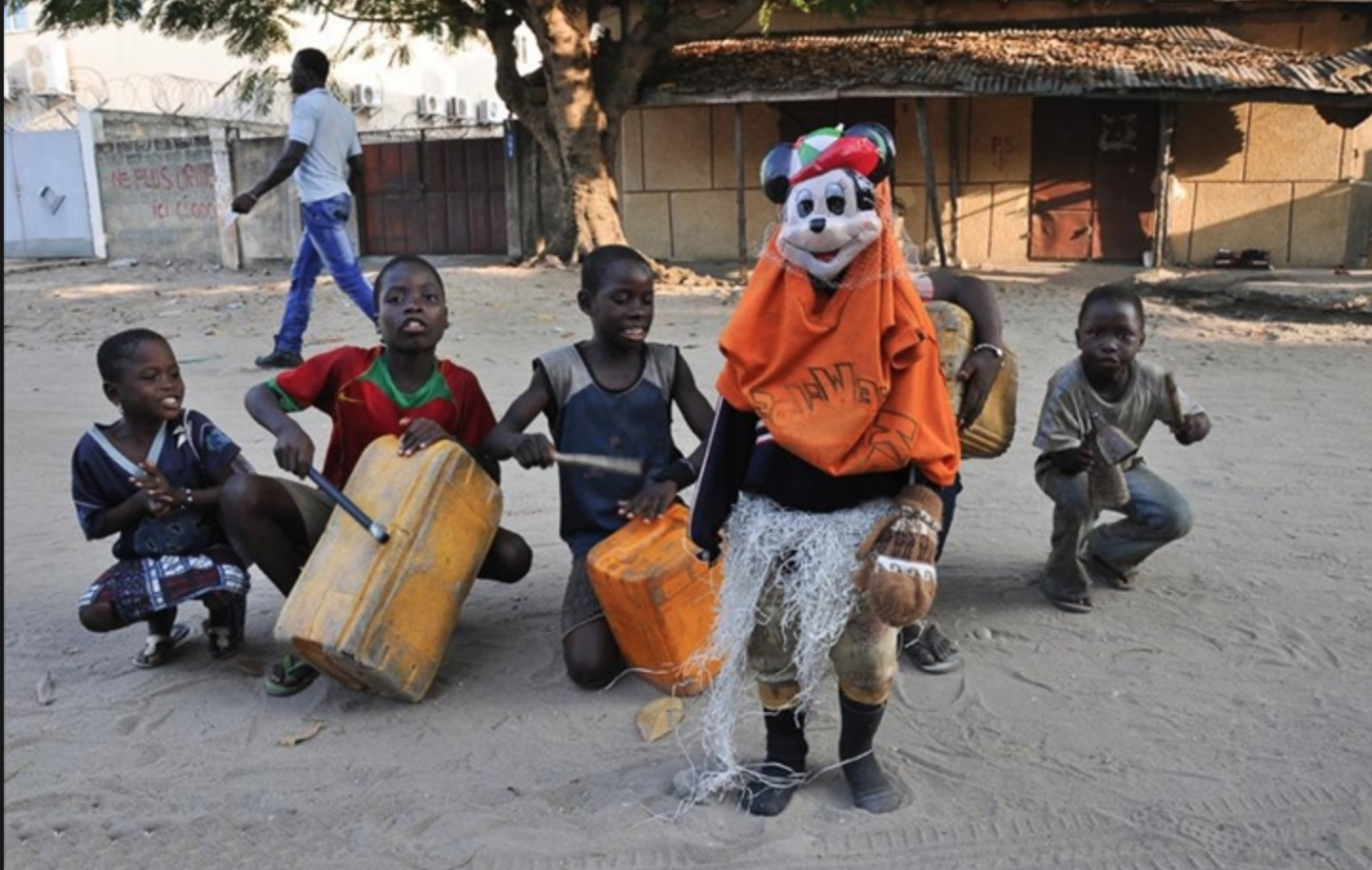
Festival Kaléta et des Arts Agouda

## Documentaire
Une série de documentaires en trois parties  réalisée par  l'ancien journaliste à Radio France Internationale (RFI) Alain Foka retrace l'itinéraire, la trajectoire et la vie de cette communauté vivant sur la côte ouest africaine.